# NGC 1106
NGC 1106 је лентикуларна галаксија у сазвежђу Персеј која се налази на NGC листи објеката дубоког неба.
Деклинација објекта је + 41° 40' 20" а ректасцензија 2h 50m 40,5s. Привидна величина (магнитуда) објекта NGC 1106 износи 12,5 а фотографска магнитуда 13,5. NGC 1106 је још познат и под ознакама UGC 2322, MCG 7-6-76, CGCG 539-112, IRAS 02474+4127, PGC 10792.